# Peter Crouch
Pour les articles homonymes, voir Crouch.
Peter Crouch, né le 30 janvier 1981 à Macclesfield, est un footballeur international anglais qui joue au poste d'attaquant entre 2000 et 2019.
Comptabilisant 22 buts en 42 rencontres avec l'équipe d'Angleterre, il participe notamment aux Coupes du monde 2006 et 2010.

## Biographie

### En club

#### Début de carrière
Après sa relégation, en 2001, Queens Park Rangers est contraint de vendre ses meilleurs joueurs, dont Crouch. Portsmouth l'acquiert pour 1,5 million de livres (plus de 2 millions d'euros).
À Portsmouth, Crouch ne brille pas particulièrement, mais marque tout de même 18 buts en 37 matchs. L'équipe évite alors la relégation de justesse. Après ses matchs pour l'équipe d'Angleterre des moins de 21 ans, de grands clubs s'intéressent à lui, dont Aston Villa, qui réussit finalement à l'acheter pour 7,5 millions d'euros. Il marque un but lors de son premier match à Villa Park, mais il ne gagne pas sa place de titulaire au club de Birmingham : il est donc prêté à Norwich pour deux mois, où il impressionne.
Cette période à Norwich le met en confiance et il marque de nouveau plusieurs buts pour Aston Villa, avant d'être vendu à Southampton pour 3 millions d'euros.

#### Southampton
C'est à Southampton qu'il a le plus de réussite, avec 12 buts en 27 matchs lors de la saison 2004/2005. Toutefois en dépit de ses 16 buts en championnat durant la saison, son club de Southampton est relégué en Championship.

#### Liverpool
Le 19 juin 2005, il est acheté par Liverpool pour un peu plus de 10 millions d'euros. 
Ses premiers matchs à Liverpool sont difficiles - il faut attendre 19 matchs soit 4 mois pour voir son premier but pour le club, puis il en marque deux le 3 décembre 2005 contre Wigan.
Le 13 mai 2006, il contribue à la victoire de Liverpool en finale de la FA Cup contre West Ham, offrant une passe décisive à Steven Gerrard sur le deuxième but de Liverpool. Trois mois plus tard, il inscrit le but de la victoire pour Liverpool contre Chelsea lors du Community Shield (2 - 1).
Le 31 mars 2007 il réalise son premier triplé pour Liverpool, lors d'une victoire 4-1 contre Arsenal.
Barré par la concurrence d'attaquants comme Fernando Torres, Crouch quitte Liverpool en juillet 2008 pour rejoindre son ancien club de Portsmouth : "Il comprend qu'avec Fernando Torres ici et Steven Gerrard derrière lui, comme à la fin de la saison dernière, ce sera difficile pour lui. Je comprends qu'il veuille jouer toutes les semaines.", explique son désormais ancien entraîneur, Rafael Benitez. En conséquence, il signe pour Portsmouth.

#### Tottenham Hotspur
En juillet 2009, il paraphe un  contrat de cinq ans avec Tottenham Hotspur ou il rejoint son ancien entraîneur Harry Redknapp et son ex coéquipier Jermain Defoe. Le transfert est évalué à 12 M€.

#### Stoke City
Le 31 août 2011, il est transféré a Stoke City pour 11 millions d'euros. À la suite de son but inscrit face à Hull City lors de la 27e journée de championnat de la saison 2014-15, il égale le record d'Alan Shearer et ses 46 buts marqués de la tête.
Le 20 novembre 2017, en entrant en jeu à la 73e minute de la rencontre face à Brighton, il bat le record du nombre d'entrées en jeu de l'histoire du championnat anglais avec 143 apparitions.

### En sélection
Auteur d'une saison 2004/2005 remarquée avec Southampton ponctuée de 12 buts en 27 matchs, il est sélectionné par Sven-Göran Eriksson, le manager de l'équipe nationale d'Angleterre, et participe à son premier match contre la Colombie en mai 2005 lors d'une rencontre amicale. 
Il fait sa première apparition dans un match international officiel pendant le match de  qualification pour la Coupe du monde 2006 contre l'Autriche. Le 1er mars 2006 il marque son premier but pour son pays lors d'un match amical contre l'Uruguay. Crouch est sélectionné dans l'équipe anglaise à la Coupe du monde en tant que troisième attaquant, après Michael Owen et Wayne Rooney. Crouch inscrit son premier but dans une phase finale de Coupe du monde lors d'une victoire 2-0 face au Trinité-et-Tobago.  
En 11 sélections avec l'Angleterre, Crouch (surnommé "Robocrouch" en référence à sa danse après ses buts pour l'Angleterre) inscrit 6 buts (au 1er juillet 2006), dont 3 face à la Jamaïque (victoire de l'Angleterre 6 - 0)

## Statistiques
| Saison                | Club                  | Championnat           | Championnat | Championnat | Coupe nationale | Coupe nationale | Coupe de la Ligue | Coupe de la Ligue | Compétition(s) continentale(s) | Compétition(s) continentale(s) | Compétition(s) continentale(s) | Autres compétitions | Autres compétitions | Autres compétitions | Angleterre | Angleterre | Total | Total |
| Saison                | Club                  | Division              | M.          | B.          | M.              | B.              | M.                | B.                | Comp.                          | M.                             | B.                             | Comp.               | M.                  | B.                  | M.         | B.         | M.    | B.    |
| 1998-1999             | Tottenham Hotspur     | Premier League        | -           | -           | -               | -               | -                 | -                 | -                              | -                              | -                              | -                   | -                   | -                   | -          | -          | 0     | 0     |
| 1999-2000             | Dulwich Hamlet (prêt) | Isthmian League       | 6           | 1           | -               | -               | -                 | -                 | -                              | -                              | -                              | -                   | -                   | -                   | -          | -          | 6     | 1     |
| 2000                  | IFK Hässleholm (prêt) | Swedish Division 2    | 8           | 3           | -               | -               | -                 | -                 | -                              | -                              | -                              | -                   | -                   | -                   | -          | -          | 8     | 3     |
| Sous-total            | Sous-total            | Sous-total            | 14          | 4           | -               | -               | -                 | -                 | -                              | -                              | -                              | -                   | -                   | -                   | -          | -          | 14    | 4     |
| 2000-2001             | Queens Park Rangers   | First Division        | 42          | 10          | 3               | 2               | 2                 | 0                 | -                              | -                              | -                              | -                   | -                   | -                   | -          | -          | 47    | 12    |
| Sous-total            | Sous-total            | Sous-total            | 42          | 10          | 3               | 2               | 2                 | 0                 | -                              | -                              | -                              | -                   | -                   | -                   | -          | -          | 47    | 12    |
| 2001-2002             | Portsmouth FC         | First Division        | 37          | 18          | 1               | 0               | 1                 | 1                 | -                              | -                              | -                              | -                   | -                   | -                   | -          | -          | 39    | 19    |
| Sous-total            | Sous-total            | Sous-total            | 37          | 18          | 1               | 0               | 1                 | 1                 | -                              | -                              | -                              | -                   | -                   | -                   | -          | -          | 39    | 19    |
| 2001-2002             | Aston Villa           | Premier League        | 7           | 2           | -               | -               | -                 | -                 | -                              | -                              | -                              | -                   | -                   | -                   | -          | -          | 7     | 2     |
| 2002-2003             | Aston Villa           | Premier League        | 14          | 0           | -               | -               | -                 | -                 | C4                             | 4                              | 0                              | -                   | -                   | -                   | -          | -          | 18    | 0     |
| 2003-2004             | Aston Villa           | Premier League        | 16          | 4           | -               | -               | 2                 | 0                 | -                              | -                              | -                              | -                   | -                   | -                   | -          | -          | 18    | 4     |
| Sous-total            | Sous-total            | Sous-total            | 37          | 6           | -               | -               | 2                 | 0                 | -                              | 4                              | 0                              | -                   | -                   | -                   | -          | -          | 43    | 6     |
| 2003-2004             | Norwich City (prêt)   | Championship          | 15          | 4           | -               | -               | -                 | -                 | -                              | -                              | -                              | -                   | -                   | -                   | -          | -          | 15    | 4     |
| Sous-total            | Sous-total            | Sous-total            | 15          | 4           | -               | -               | -                 | -                 | -                              | -                              | -                              | -                   | -                   | -                   | -          | -          | 15    | 4     |
| 2004-2005             | Southampton FC        | Premier League        | 27          | 12          | 5               | 4               | 1                 | 0                 | -                              | -                              | -                              | -                   | -                   | -                   | 1          | 0          | 34    | 16    |
| Sous-total            | Sous-total            | Sous-total            | 27          | 12          | 5               | 4               | 1                 | 0                 | -                              | -                              | -                              | -                   | -                   | -                   | 1          | 0          | 34    | 16    |
| 2005-2006             | Liverpool FC          | Premier League        | 32          | 8           | 6               | 3               | 1                 | 0                 | C1                             | 8                              | 0                              | CMC                 | 2                   | 2                   | 10         | 6          | 59    | 19    |
| 2006-2007             | Liverpool FC          | Premier League        | 32          | 9           | 1               | 0               | 1                 | 1                 | C1                             | 14                             | 7                              | CS                  | 1                   | 1                   | 8          | 6          | 57    | 24    |
| 2007-2008             | Liverpool FC          | Premier League        | 21          | 5           | 4               | 2               | 3                 | 0                 | C1                             | 8                              | 4                              | -                   | -                   | -                   | 9          | 2          | 45    | 13    |
| Sous-total            | Sous-total            | Sous-total            | 85          | 22          | 11              | 5               | 5                 | 1                 | -                              | 30                             | 11                             | -                   | 3                   | 3                   | 27         | 14         | 161   | 56    |
| 2008-2009             | Portsmouth FC         | Premier League        | 38          | 11          | 3               | 1               | 1                 | 0                 | C3                             | 6                              | 4                              | CS                  | 1                   | 0                   | 6          | 2          | 55    | 18    |
| Sous-total            | Sous-total            | Sous-total            | 38          | 11          | 3               | 1               | 1                 | 0                 | -                              | 6                              | 4                              | -                   | 1                   | 0                   | 6          | 2          | 55    | 18    |
| 2009-2010             | Tottenham Hotspur     | Premier League        | 38          | 8           | 6               | 1               | 3                 | 4                 | -                              | -                              | -                              | -                   | -                   | -                   | 6          | 5          | 53    | 18    |
| 2010-2011             | Tottenham Hotspur     | Premier League        | 34          | 4           | 1               | 0               | -                 | -                 | C1                             | 10                             | 7                              | -                   | -                   | -                   | 2          | 1          | 47    | 12    |
| 2011-2012             | Tottenham Hotspur     | Premier League        | 1           | 0           | -               | -               | -                 | -                 | -                              | -                              | -                              | -                   | -                   | -                   | -          | -          | 1     | 0     |
| Sous-total            | Sous-total            | Sous-total            | 73          | 12          | 7               | 1               | 3                 | 4                 | -                              | 10                             | 7                              | -                   | -                   | -                   | 8          | 6          | 101   | 30    |
| 2011-2012             | Stoke City            | Premier League        | 32          | 10          | 3               | 2               | 2                 | 0                 | C3                             | 3                              | 2                              | -                   | -                   | -                   | -          | -          | 40    | 14    |
| 2012-2013             | Stoke City            | Premier League        | 34          | 7           | 3               | 0               | 1                 | 1                 | -                              | -                              | -                              | -                   | -                   | -                   | -          | -          | 38    | 8     |
| 2013-2014             | Stoke City            | Premier League        | 34          | 8           | 1               | 0               | 3                 | 2                 | -                              | -                              | -                              | -                   | -                   | -                   | -          | -          | 38    | 10    |
| 2014-2015             | Stoke City            | Premier League        | 33          | 8           | 2               | 1               | 3                 | 1                 | -                              | -                              | -                              | -                   | -                   | -                   | -          | -          | 38    | 10    |
| 2015-2016             | Stoke City            | Premier League        | 11          | 0           | 2               | 1               | 5                 | 1                 | -                              | -                              | -                              | -                   | -                   | -                   | -          | -          | 18    | 2     |
| 2016-2017             | Stoke City            | Premier League        | 27          | 7           | 1               | 0               | 1                 | 3                 | -                              | -                              | -                              | -                   | -                   | -                   | -          | -          | 29    | 10    |
| 2017-2018             | Stoke City            | Premier League        | 31          | 5           | 1               | 0               | 2                 | 1                 | -                              | -                              | -                              | -                   | -                   | -                   | -          | -          | 34    | 6     |
| 2018-2019             | Stoke City            | Championship          | 23          | 1           | 2               | 1               | 1                 | 0                 | -                              | -                              | -                              | -                   | -                   | -                   | -          | -          | 26    | 2     |
| Sous-total            | Sous-total            | Sous-total            | 225         | 46          | 15              | 5               | 18                | 9                 | -                              | 3                              | 2                              | -                   | -                   | -                   | -          | -          | 261   | 62    |
| 2018-2019             | Burnley FC            | Premier League        | 6           | 0           | -               | -               | -                 | -                 | -                              | -                              | -                              | -                   | -                   | -                   | -          | -          | 6     | 0     |
| Sous-total            | Sous-total            | Sous-total            | 6           | 0           | -               | -               | -                 | -                 | -                              | -                              | -                              | -                   | -                   | -                   | -          | -          | 6     | 0     |
| Total sur la carrière | Total sur la carrière | Total sur la carrière | 599         | 145         | 45              | 18              | 33                | 15                | -                              | 53                             | 24                             | -                   | 4                   | 3                   | 42         | 22         | 776   | 227   |

## Palmarès

### En club
- Vainqueur de la Coupe d'Angleterre en 2006 avec Liverpool FC
- Vainqueur du Community Shield en 2006 avec Liverpool FC
- Champion d'Angleterre de Division 2 en 2004 avec Norwich City
- Finaliste de la Coupe du monde des clubs en 2005 avec Liverpool FC
- Finaliste de la Ligue des Champions en 2007 avec Liverpool FC

### Distinction individuelle
- Co-meilleur buteur de la Coupe du monde des clubs en 2005 (2 buts)